# ホンダ・S660
S660（エスロクロクマル）は、本田技研工業がかつて販売していた軽自動車規格のオープンスポーツカーである。

## 概要
ホンダとしては1996年に販売を終了したビート以来、約19年ぶりに復活した軽規格の2シーターオープンスポーツカーである。高い旋回性能にこだわり、駆動方式にミッドシップエンジン・リアドライブ（MR）レイアウトを採用するとともに、手軽にオープンエアドラインビングを楽しめるよう、脱着式ソフトトップ「ロールトップ」を装備した。エクステリアは「次世代電動スモールスポーツコンセプトモデル」として2011年の第42回東京モーターショー2011で公開された「Honda EV-STER」をもとに軽自動車用にリデザインし、2013年の第43回東京モーターショー2013で公開された「Honda S660 CONCEPT」のイメージを受け継ぐデザインとしている。生産はホンダオートボディー（旧：八千代工業株式会社 四日市製作所）にて行われる。
企画そのものは、本田技術研究所設立50周年を記念して2010年に開催された「新商品企画提案」に端を発し、応募総数約800件の中から第1位に選ばれた椋本陵の案が原案となっている。椋本は、ビートに対するリメイクが一切ない状態で企画を提案し、2011年にはS660のLPL（ラージプロジェクトリーダー、開発責任者）に史上最年少（22歳、入社4年目）で選出された。椋本はモデラー部門在籍ゆえにエンジニアの経験がないため、LPL代行としてLPLやPL（プロジェクトリーダー）経験のある3名のベテランエンジニアをバックアップに充てたものの、それ以外の開発PLは、平均年齢30代のメンバーで構成されている。

## メカニズム
エンジンはN-BOXをはじめとするNシリーズに搭載される「S07A」型ターボエンジンをベースに、新設計のターボチャージャーを採用した改良型を搭載。トランスミッションは、エンジンパワーを最大限に活用するためワイドレンジ＆クロスレシオに設定した軽自動車初の6速MTを新開発。さらに、スポーツモードへ切り替えが可能な7速パドルシフト付CVTを設定した。吸・排気音、ターボチャージャー作動音、アクセルオフ時に過給圧を開放するブローオフバルブ音などに独自のサウンドチューニングを施すことにより、スポーツカーならではのエンジンサウンドを実現している。CVT車にはアイドリングストップ機構を装備することで、JC08モード走行燃料消費率において6MT車が21.2km/Lに対しCVT車は24.2km/Lいう数値を 、WLTCモード走行燃料消費率においてCVT車が20.0km/Lに対し6MT車は20.6km/Lいう数値を実現している。
シャシーはミッドシップエンジン・リアドライブレイアウトの採用により前後重量配分を45：55とし、慣性モーメントの最小化とトラクション性能の向上を図った。サスペンションは前後ともストラット式を採用。また、軽自動車としては初となる電子制御システム「アジャイルハンドリングアシスト」を採用。車体の動きに応じたコントロールに「ブレーキ制御」を活用することで、コーナリング時に狙ったラインをトレースしやすく、少ないステアリング操作でスムーズな車両挙動を実現する機能である。

## デザイン・機能性
ボディ形状は脱着式ソフトトップ「ロールトップ」を備えたオープンボディとし、「ロールトップ」をはずした状態でもシート背後のロールバーが残るタルガトップ風のデザインを採用。ボディフォルムは、絞り込んだアッパーボディと大きく張り出させたリアフェンダーにより、ワイド感とともにタイヤが地面を踏みしめる「 踏ん張り感」 を表現している。
フロントビューは、ホンダ車共通のデザインモチーフ「ソリッドウイング・フェイス 」を採用。また、ボディサイドには鋭いキャラクターラインが刻まれるとともに、フロントフェンダーにはエアアウトレット、リア・フェンダーにはエアインレットが設けられ、MRレイアウト車らしいデザインを強調した。キャビン後方のエンジンフードは、運転席/助手席に繋がるようなコブ状のデザインを採用し、マフラーはボディの中心部にレイアウトした一本出し仕様としている
なお、ベーシック仕様の「β」と上級タイプの「α」では細部デザインが多少異なり、アルミホイールのカラーリングは「β」がシルバー、「α」がブラック＋シルバーとなるほか、フロントフェンダー後方のサイドマーカーランプも「β」がアンバー色、「α」がクリアタイプとなる。
コックピットはF1をイメージされた。インテリアデザイン担当者は、F1は、余分なスペースがなく、要らないものがすべて削ぎ落とされていると感じたが、同時に運転できないほど窮屈ではなく、ほどよいタイトさが心地よいと感じた。S660はドライバー側があたかも独立しているような、囲まれたデザインが特徴的だが、軽のサイズでこれを実現するのは困難な作業が伴った。シフトレバー横に柱を設けたが、最初のデザインでは、衝突実験の際に同乗者の右手がこの柱に当たり、それが原因で胸に衝撃を受けた。そのままでは発売できないので柱を切り取るよう指示されるが、外してしまうとインテリアデザインのコンセプトが根底から崩れてしまうため、柱の位置を微調整し、柱を残した。俯瞰で見るとくびれたボディになっているのは、シートとシートの間隔を狭くしたためで、人を中心に考え、シート自体は小さくしなかったため、シートとシートの間に工夫がなされた。コンソールの中身などを2階建てにし、幅を狭めることでこのコックピットを実現した。
インテリアは基本的にEV-STERのイメージを受け継いでいるが、ステアリングのデザインは大きく変更している。EV-STERは、2レバーシステムであり、縦2本のレバーを握って操縦する方式で、丸いステアリングを想定してなかった。そこから丸いステアリングにするまでに工夫がなされた。こうしてレトロな雰囲気のスポーツカーが多いなかで、エクステリア同様に先進性を感じるインテリアデザインのS660は生まれた。クラシックなデザインを採用しなかったのは、ホンダの企業としてのコンセプトである「過去を振り返る会社ではなく、新しい価値を提供する会社」であることを意識してのもので、20年後に埋もれてしまうことを懸念したためであった。ドライバーの着座姿勢やヒップポイント、アクセルやブレーキペダルの位置を最適化し、クルマとの一体感を追求。ホンダの市販車としては最小径となるDシェイプ形状のφ350mmのステアリングホイールや、ヒール&トゥがしやすいペダルレイアウトを採用している。また、オープン走行を一年中楽しめるよう、腿から腰にかけて風を送り込めるエアアウトレットを新設した「ミッドモード付フルオート・エアコンディショナー」や、風の流れを調節する昇降式のパワーリアウインドウを装備した。シートには、運転席と助手席でシートカラーが異なる「アシンメトリーカラースポーツレザーシート」をメーカーオプションで用意した（詳細は、下記「年表」欄の2015年3月30日を参照。）。

## 安全性
走行性能とともに衝突安全性能の向上のため、直線＋なめらかな曲線で構成したボディ骨格「一線入魂ボディ」を採用し、オープンボディにおける高剛性、高強度化と軽量化を両立を図った。また、ロールオーバー（横転）対策では北米法規を参考にし、ホンダ独自の社内基準を設定。フロントピラーとセンターピラーに補強材を追加することで乗員保護性能を高めている。
パッシブセーフティ性能では「運転席/助手席i-SRSエアバッグシステム」に加え、「i-サイドエアバッグシステム」を標準装備。特に「助手席用i-SRSエアバッグシステム」には、従来よりも長い時間内圧を保持することが可能な「内圧保持式エアバッグシステム」を世界初採用とした。また、アクティブセーフティ面では、「VSA（ABS・TCS・横滑り抑制）」や「ヒルスタートアシスト機能」に加え、急ブレーキ時に後続車へ注意を促す「エマージェンシーストップシグナル」を全タイプに標準装備。さらに、30km／h以下での追突防止を支援する「シティブレーキアクティブシステム（低速域衝突軽減ブレーキ＋誤発進抑制機能）」をメーカーオプション設定とした。

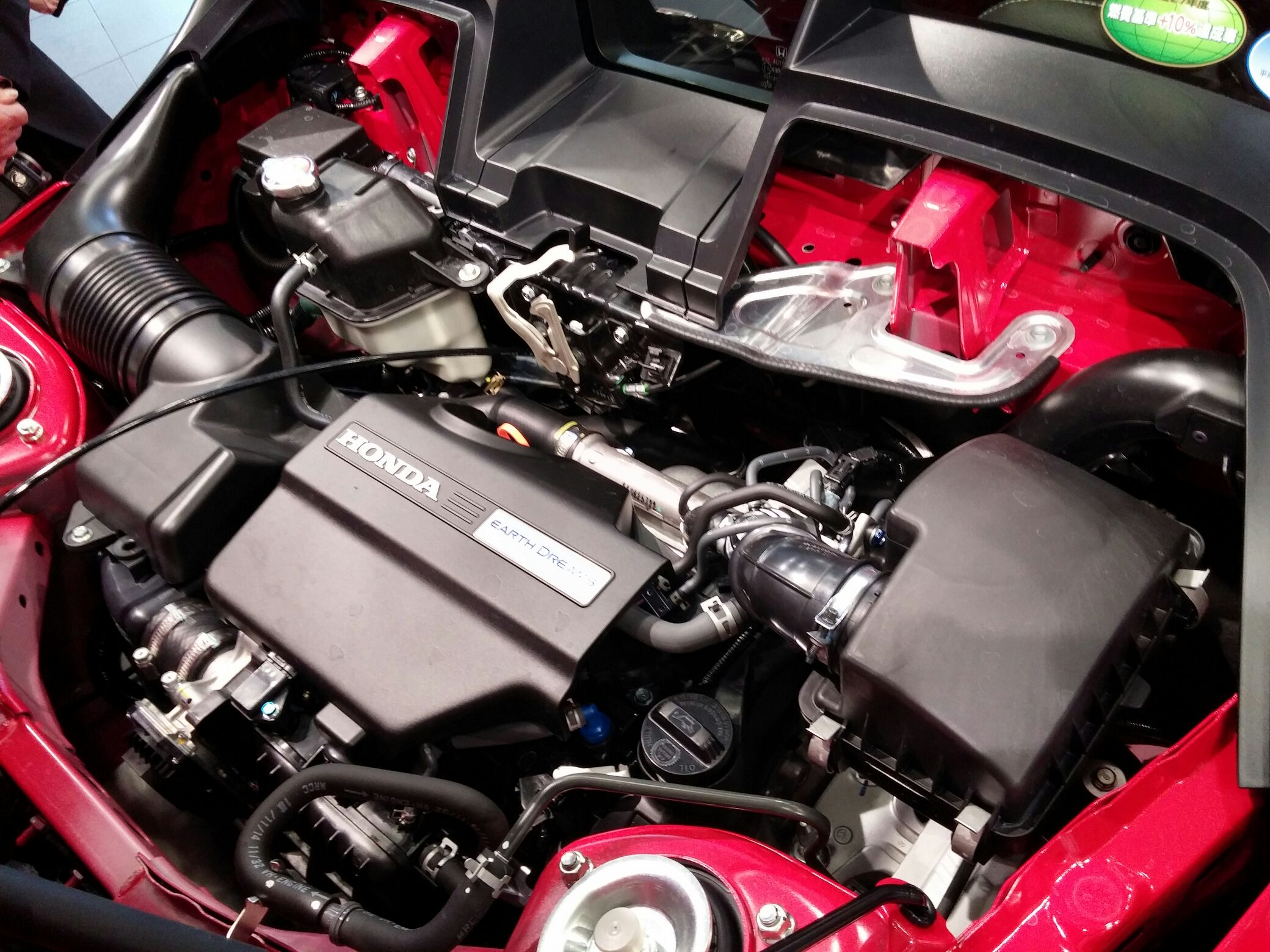
「S07A」型エンジン
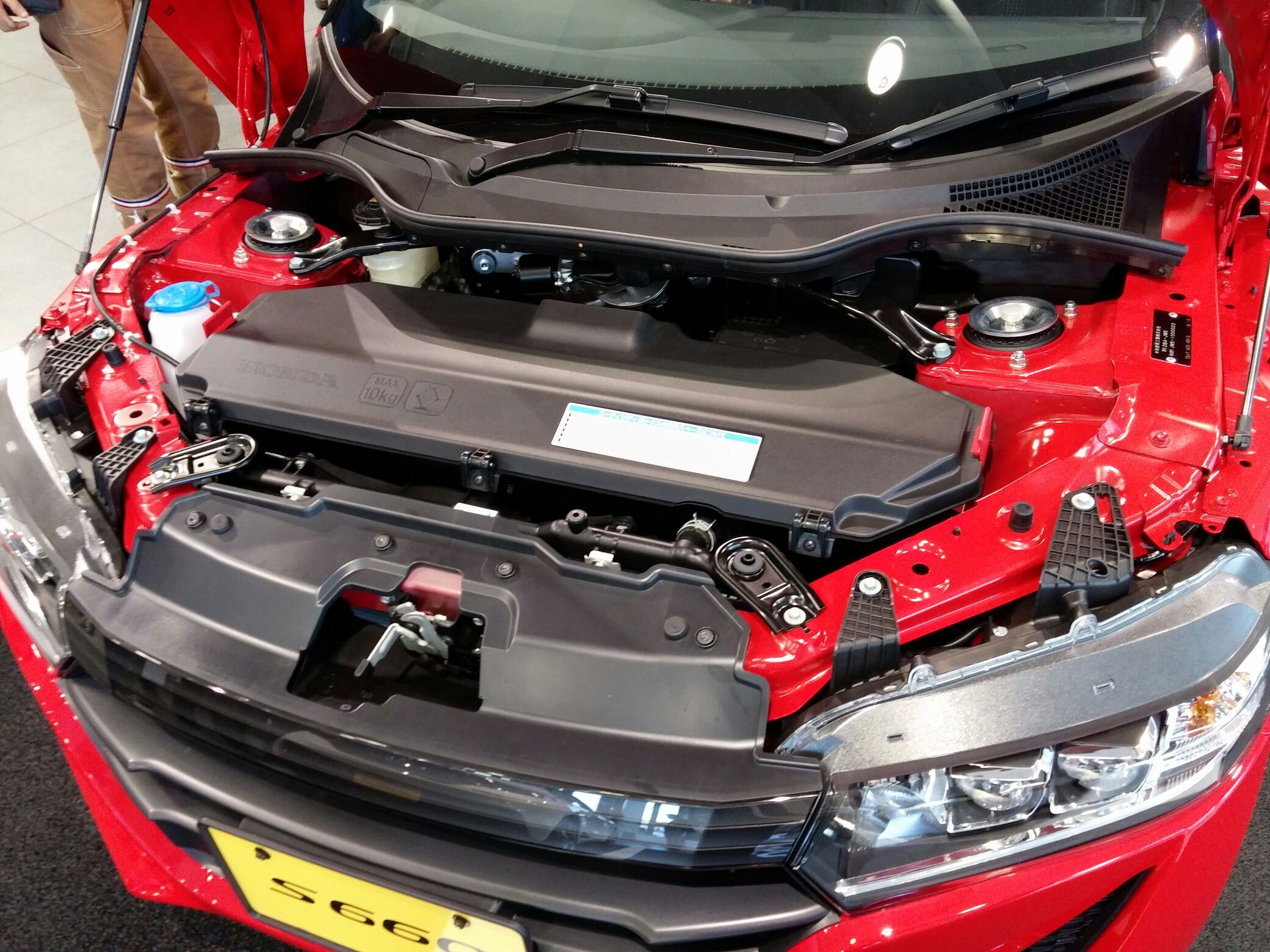
フロントフード内

## 年表
2011年11月30日
第42回東京モーターショー2011に、次世代電動スモールスポーツコンセプトモデル「EV-STER（イーブイ スター）」の出展を発表
2013年10月23日
第43回東京モーターショー2013に、次世代軽オープンスポーツモデル「Honda S660 CONCEPT」の出展を発表。
2015年3月30日
「S660」の発売を発表。4月2日発売。同時に、発売を記念した特別限定車「S660 CONCEPT EDITION」を660台限定で、同日発売。
ラインアップは「β」と上級タイプの「α」の2タイプ構成。「α」は専用装備として、クルーズコントロール、ステンレス製スポーツペダル、本革巻ステアリングホイール、本革巻MTシフトノブ or CVTセレクトレバー、スポーツレザーシートを装備するほか、インテリアパーツにクロームメッキを採用した。
ボディカラーは、「β」に「プレミアムスターホワイト・パール（有料色）」、「アドミラルグレー・メタリック」、「プレミアムミスティックナイト・パール（有料色）」の3色を設定。「α」は「β」との共通色3色に「フレームレッド」、新色「カーニバルイエローII」、新色「プレミアムビーチブルー・パール（有料色）」を加えた全6色を設定した。
インテリアカラーは「ブラック」が標準設定で、シート素材は「β」がメッシュ×ファブリック、「α」が本革×ラックススエードを採用。また「α」には「アシンメトリーカラースポーツレザーシート」（運転席：ライトグレー/助手席：ダークグレー、シート素材：本革×ラックススエード）をメーカーオプション設定（ボディカラーが「プレミアムスターホワイト・パール」の場合のみ選択可能）。
特別仕様車「S660 CONCEPT EDITION」は、第43回東京モーターショー2013で公開した「Honda S660 CONCEPT」をモチーフとしたモデル。エクステリアでは、ボルドーレッド ロールトップ、2トーンカラーサイドミラー、内部ブラック塗装エキパイフィニッシャーに加え、撥水ボディーコート「ウルトラグラスコーティングNEO」、ドアガラス 撥水ガラスコートを採用。インテリアでは、アシンメトリーカラースポーツレザーシート（運転席）、本革巻ステアリングホイール、シフトブーツ、本革巻MTシフトノブ（シフトパターン刻印：レッド/6MT車のみ）に専用レッドステッチを施したほか、シリアルナンバー（1～660）付アルミプレート、センターディスプレイ（internavi POCKET連携対応）を特別装備。また、ベース車両ではメーカーオプション設定となるシティブレーキアクティブシステム（低速域衝突軽減ブレーキ＋誤発進抑制機能）も装備される。なお、ボディカラーは「プレミアムスターホワイト・パール」のみの設定。
2016年12月16日
2017年1月13日開催の東京オートサロン2017に、「S660 Bruno Leather Edition(エスロクロクマル ブルーノ レザーエディション)」を参考出展すると発表。
2017年5月18日
特別仕様車「Bruno Leather Edition（ブルーノ レザー エディション）」を設定。（6月2日発売、11月30日までの期間限定受注）
「α」をベースに、エクステリアではブラックドアミラー、オールブラックアルミホイールを採用。また、インテリアではジャズブラウン インテリア（スポーツレザーシート/本革巻ステアリングホイール/インパネソフトパッド）とアルミ製コンソールプレート、センターディスプレイ（internavi POCKET連携）を特別装備とした。ボディカラーは「プレミアムスターホワイト・パール（有料色）」と「アドミラルグレー・メタリック」に加え、新色「ベルベットマルーン・メタリック」を特別色として設定。
2017年10月20日
特別仕様車「#komorebi edition（コモレビ エディション）」を設定。（11月10日発売、2018年1月31日までの期間限定受注）
「β」のCVT車をベースに、エクステリアではブラウンルーフトップ、インテリアでは、ライトタンインテリア（スポーツレザーシート・インパネソフトパッド）、アルミ製コンソールプレート（#komorebiロゴ入り）を特別装備。また、ベースモデルではメーカーオプション設定となるシティブレーキアクティブシステム（低速域衝突軽減ブレーキ＋誤発進抑制機能）を標準装備とした。ボディカラーは「プレミアムスターホワイト・パール（有料色）」と「フレームレッド」に加え、特別色の「ヒダマリアイボリー・パール」を加えた3色を設定。
2018年5月24日
一部仕様変更（5月25日発売）。同時にコンプリートモデル「Modulo X」を追加。（7月6日発売）
ボディカラーの設定を変更。全タイプ設定色の「プレミアムミスティックナイト・パール（有料色）」に替わり「ナイトホークブラック・パール」、「α」専用色の「プレミアムビーチブルー・パール（有料色）」に替わり、新色「フレンチブルー・パール」を設定。また、「α」のみ「ブリティッシュグリーン・パール」も追加し「β」は全3色、「α」は全7色の設定とした。
「α」のみの変更点として、S660専用Gathers スカイサウンド インターナビの装着を可能とするナビ装着用スペシャルパッケージを標準装備とした。また、iPod対応USBプレーヤー/AM･FMチューナーをメーカーオプションに変更するとともに、インテリアランプの光源に新たにLEDを採用。また、運転席と助手席でシートカラーが異なる「アシンメトリーカラースポーツレザーシート」のメーカーオプション設定を廃止した。
新設定の「Modulo X」は熟練のエンジニアが、ベース車両の走行性能、質感、デザインに「匠の技」を注いで完成させるコンプリートカーブランド。「S660 Modulo X」は、シリーズ第5弾となる。
エクステリアでは、走行風を狙った位置に導くエアガイドフィンを採用したグリル一体型専用フロントバンパーと、専用フロントバンパーの空力特性に合わせ「ガーニーフラップ」を採用したリアアクティブスポイラーを新採用し、空力性能を追求。また、LEDフォグライト・カラードドアミラー（ブラック）・ロールトップ（ボルドーレッド）・リアロアバンパー・専用リアエンブレム・「ステルスブラック塗装」を施した15インチアルミホイール（フロント）＆16インチアルミホイール（リア）・アルミホイール用ホイールナット（ブラック）を採用。ボディカラーは専用色の「アラバスターシルバー・メタリック」に加え、「プレミアムスターホワイト・パール（有料色）」、「アドミラルグレー・メタリック」、「フレンチブルー・パール」の全4色を設定。
インテリアでは、専用スポーツレザーシート（本革×ラックス スェード/ボルドーレッド×ブラック/Modulo Xロゴ入り）の採用をはじめ、本革巻ステアリングホイール・サイドブレーキカバー・本革製セレクトノブ（CVT車）・フロアカーペットマット（デザインタイプ／Modulo Xアルミ製エンブレム付）を「ボルドーレッド×ブラック」の専用インテリアカラーでコーディネイト。また、インパネソフトパッドを「ボルドーレッド」色としたほか、Modulo Xロゴ入りのメーターおよびアルミ製コンソールプレートを装備した。なお、6MT車専用装備として、シフトノブ（チタン製）×シフトブーツ〈グレーステッチ〉を採用する。
走行性能においては、接地性の向上を図った専用サスペンション（5段階減衰力調整機構付）、ドリルドタイプのディスクローターおよびスポーツブレーキパッドを採用。
なお、「Modulo X」は持ち込み検査が必要となる。
2018年12月20日
特別仕様車「Trad Leather Edition」を設定。（12月21日発売）
「α」をベースに、エクステリアではブラウンロールトップと専用アルミホイール（ブラッククリア塗装）およびホイールナット（ブラック）を採用。また、インテリアの特別装備ではトラッドレザーインテリア（スポーツレザーシート・本皮巻ステアリングホイール・インパネソフトパッド）とアルミ製コンソールプレート（「Trad Leather」ロゴ入り）を採用したほか、ベースモデルではメーカーオプション設定となるシティブレーキアクティブシステム（低速域衝突軽減ブレーキ＋誤発進抑制機能）を標準装備とした。ボディカラーは「プレミアムスターホワイト・パール（有料色）」、「ナイトホークブラック・パール」、「ブリティッシュグリーン・パール」の3色を設定。
2020年1月10日
マイナーモデルチェンジ（「Modulo X」のみ、1月31日発売）。
外観においては、Aピラーをボディ色と同色にし、フェンダーのサイドマーカーをドアミラーウインカーへ変更するとともに、ヘッドライト・サブリフレクター・リアコンビネーションランプ・インナーレンズの色、フロントグリル、アルミホイールのデザインを変更。「α」にはさらにアクセサリーライトが追加され、内装においては、ステアリングホイールやシフトノブの表皮にアルカンターラが採用された。
コンプリートモデル「Modulo X」は、外観においては、アルミホイールを新色のブラックスパッタリング仕上げに、ドアミラーカバーの色をナイトホールブラック・パールにそれぞれ変更。内装においては、専用アルカンターラ×本革ステアリングホイールが採用され、アルカンターラの採用部位をサイドブレーキカバーやシフトブーツなどにも拡充され、専用スポーツレザーシートのデザインが変更された。
ボディカラーの設定が変更され、全タイプに設定されていた「アドミラルグレー・メタリック」が廃止となり、「β」・「α」には「Modulo X」専用色だった「アラバスターシルバー・メタリック」が、「Modulo X」には「α」専用色だった「カーニバルイエローII」がそれぞれ設定されたほか、「α」には「ブリティッシュグリーン・パール」と入れ替えで日本国内のHonda車で初設定となる「アクティブグリーン・パール」が設定された。
なお、今回のマイナーモデルチェンジで平成30年度自動車排出ガス規制に対応し、識別記号が「DBA」から「3BA」に変更されたほか、WLTCモード走行による排出ガス及び燃料消費率に対応したが、排出ガスが「平成30年規制適合」となり、リアウィンドウ右下に装着されていた低排出ガス車と燃費基準達成ステッカーは貼付されなくなった。
2021年3月12日
特別仕様車「Modulo X Version Z」を発売。
2022年3月をもって生産を終了するにあたり、最後の特別仕様車として設定。外観はエンブレム類（Hマーク(フロント・リア)、車名エンブレム、専用リアエンブレム）をブラッククローム調へ、専用アクティブスポイラー（ガーニーフラップ付）をブラック塗装へ、アルミホイールの塗装をステルスブラックへそれぞれ変更され、内装はインテリアパネル（メーターバイザーパネル、助手席エアアウトレットパネル、センターコンソールパネル）をカーボン調に、ドアライニングパネルをラックス スェード×合皮製/ブラック×ボルドーレッド×グレーステッチに変更し、専用シートセンターバッグ（Modulo Xロゴ付）と専用Version Zロゴ入りアルミ製コンソールプレートを追加した。
ボディカラーはプレミアムスターホワイト・パールと特別設定色のソニックグレー・パールの2色が設定される。
2021年11月1日
「α」と「β」の追加生産が発表された。
生産終了の発表直後から多くの注文が入り、想定を大きく上回る早さで完売となったため、最終販売分として新たに650台を追加生産するものである。このうちの600台を一部の販売店で受付（商談途中で完売となり購入できなかったユーザーを優先して受け付ける）、残りの50台（「α」40台・「β」10台）はWEBサイトを通じた申込による抽選販売となる。抽選販売分は同年11月12日から同年12月5日に申し込みを受け付け、同年12月15日にウェブサイトのLIVE配信にて抽選結果が発表される。
2022年4月25日
販売終了。
2022年10月5日（補足）
日本グランプリに先立ちレッドブルレーシング及びスクーデリア・アルファタウリの両チームがホンダから提供された特別カラーの同車を使用し観光した。